# Carl August Ryrberg
Carl August Ryrberg, född den 1 augusti 1874 i Vassända-Naglums församling, Älvsborgs län, död den 4 november 1947 i Stockholm, var en svensk militär.
Ryrberg avlade mogenhetsexamen 1893. Han blev underlöjtnant vid Västgötadals regemente 1895, löjtnant där 1901, intendent av andra klassen 1901 och kapten vid intendenturkåren 1914. Han var lärare vid krigshögskolan 1914–1917. Ryrberg befordrades till major 1915, till överstelöjtnant 1917, till överste 1923, på övergångsstat 1928. Han var kamrer vid stiftelsen Röda Korshemmet 1927–1944. Ryrberg invaldes som ledamot av Krigsvetenskapsakademien 1923. Han blev riddare av Vasaorden 1914 och av Nordstjärneorden 1921 samt kommendör av andra klassen av Vasaorden 1930. Ryrberg vilar på Norra begravningsplatsen utanför Stockholm.